# Орбини, Мавро
Мавро (Мауро) Орбини (Орбинич) (итал. Mauro Orbini, 1550, Дубровник — 1614, Дубровник) — югославянский, далматинский священник, живший в Дубровницкой республике, родоначальник югославянской исторической науки, выразитель идеи единства славянского мира.
Был монахом бенедиктинского монастыря на острове Млет, впоследствии — аббатом.

## Сочинение
Автор книги «Славянское царство» (издание в Пезаро, 1601, на итальянском языке), в которой попытался дать историю всех славянских народов, причём к славянам Орбини причислил древних македонян, включая самого Александра Македонского, иллиров, вандалов, готов, гетов, гепидов, аланов, аваров и др. Кроме того, Орбини полагал, что от славян произошли многие европейские народы: шведы, финны, готы, даки, норманны, бургундцы, бретонцы и др.
Орбини гордится подвигами славян, их величием и могуществом. Он рассказывает о распространении славян, об изобретении славянской письменности, о древней истории чехов, поляков, полабан, русинов и, особенно, южных славян. В качестве источников Орбини пользовался русскими летописями, Каллимахом, Кромером, Варшевицким, Гайком, Дубравским (XV век), а также византийскими, немецкими и венецианскими сочинениями.
В своём труде он также привёл перевод сербской хроники XII века (Летопись попа Дуклянина), которая таким путём стала доступна историкам. В конце книги Орбини привёл внушительный список источников, которым пользовался (в частности, в библиотеке князя Дурбино Пезарского).
Орбини ссылается по ряду сведений на загадочные «Московские анналы» якобы 1227 года некого Еремея (Иеремии) Русского (итал. Geremia Russo). Так, с этой ссылкой Орбини утверждает, что древние анты поклонялись некоему Якобогу, а аланы приносили жертвы Марсу, описывает налоговую систему антов, утверждает, что аланы были фактически сарматского происхождения и происходили с Северного Кавказа, распространив свой ареал от нижнего Днепра до южного Урала, но расселение это произошло до прихода гуннов в славянские земли, римские дунайские провинции и остальную Европу.

## Рецепция
«История славян» изобилует историческими сюжетами. Благодаря своей историчности содержания, книга Орбини сыграла роль в становлении национального самосознания южных славян. По личному повелению царя Петра I книга была переведена (с сокращениями) на русский язык с названием «ИСТОРИОГРАФИЯ початия имене, славы, и разширения народа славянского и их Царей и Владетелей под многими имянами и со многими Царствиями, Королевствами, и Провинциами. Собрана из многих книг исторических, чрез Господина Мавроурбина Архимандрита Рагужского» (1722).

## Издания
- Книга историография початия имене, славы и разширения народа славянского, и их цареи и владетелеи под многими имянами, и со многими царствиями, королевствами, и провинциами. Собрана из многих книг исторических, чрез господина Мавроурбина архимандрита Рагужского. СПб. 1722.
- Часть 1 Архивная копия от 10 мая 2012 на Wayback Machine на сайте Восточная литература
- Часть 2 Архивная копия от 10 мая 2012 на Wayback Machine на сайте Восточная литература
- Часть 3 Архивная копия от 10 мая 2012 на Wayback Machine на сайте Восточная литература